# Lebia championi
Lebia championi är en skalbaggsart som beskrevs av Bates. Lebia championi ingår i släktet Lebia och familjen jordlöpare. Inga underarter finns listade i Catalogue of Life.